# Ronde van Biella
De Ronde van Biella is een wielerwedstrijd die wordt gehouden als eendagswedstrijd in de Italiaanse provincie Biella. De eerste editie werd gehouden in 1997. Tussen 1997 en 2004 werd de wedstrijd gehouden voor de beloften. In 2005 was de wedstrijd onderdeel van de UCI Europe Tour, waarna het weer deel uitmaakte van het Italiaanse amateurcircuit. In 2024 was de wedstrijd wederom onderdeel van de UCI Europe Tour.
In 2020 en 2021 werd de wedstrijd niet verreden vanwege de coronapandemie.

## Lijst van winnaars

### Overwinningen per land
| Overwinningen | Land                                                            |
| ------------- | --------------------------------------------------------------- |
| 20            | Italië                                                          |
| 1             | Denemarken, Frankrijk, Slovenië, Oekraïne, Oezbekistan, Rusland |